# Wikipedia in malgascio
La Wikipedia in malgascio (Wikipedia amin'ny teny malagasy), spesso abbreviata in mg.wiki, è l'edizione in lingua malgascia dell'enciclopedia online Wikipedia.

## Storia
È stata aperta nell'aprile 2003. Il 7 giugno 2025 ha superato le 100 000 voci.

## Statistiche
La Wikipedia in malgascio ha 100 363 voci, 256 936 pagine, 35 970 utenti registrati di cui 80 attivi, 2 amministratori e una "profondità" (depth) di 11 (al 6 luglio 2025).
È la 74ª Wikipedia per numero di voci ma, come "profondità", è la 61ª fra quelle con più di 100 000 voci (al 6 luglio 2025).

## Cronologia
- 17 aprile 2009: supera le 1 000 voci
- maggio 2011: supera le 10 000 voci
- giugno 2011: supera le 20 000 voci
- 6 gennaio 2012: supera le 30 000 voci
- luglio 2020: supera le 90 000 voci
- 7 giugno 2025: supera le 100 000 voci